# Carl-Philipp-Emanuel-Bach-Chor Hamburg
Der Carl-Philipp-Emanuel-Bach-Chor Hamburg ist ein Konzertchor aus Hamburg.

## Geschichte
Die Tradition des Chores war in seiner Anfangszeit eng verbunden mit der Chormusik an der Hamburger Hauptkirche St. Michaelis. In der gerade wiederaufgebauten Kirche wurde am 26. Oktober 1912 der „St. Michaeliskirchenchor“ durch Alfred Sittard gegründet. Besondere Beachtung schenkte er der Aufführung der Musik von Johann Sebastian Bach.
Nach zweijährigem Interim wurde 1935 Friedrich Brinkmann zum Nachfolger Sittards gewählt. Brinkmann brachte ein Faible für A-cappella-Musik mit. Das erste Konzert nach dem Ende des II. Weltkrieges fand im August 1945 in der St. Johanniskirche-Harvestehude statt. Kurze Zeit später erfolgte die Umbenennung zum „Jugend- (und Rundfunk-)Chor der Hamburger St. Michaeliskirche“. 1958 wurde Friedrich Bihm Leiter des Chores. Bis 1973 setzte er die Bach-Tradition an St. Michaelis fort und erweiterte das Repertoire des Chores um große Chorwerke mit Orchester, die unter seinem Vorgänger kaum zu hören gewesen waren.
Von 1974 bis 1998 hatte Günter Jena die musikalische Leitung des Chores inne. Aus seinem Bestreben, das künstlerische Konzept zu erweitern, wurde am 8. Dezember 1973 ein Abend unter dem Titel „Texte, Lieder, Orgelmusik zu Advent und Weichnacht“ gegeben, aus dem der Zyklus Musik und Dichtung hervorging. Bis heute haben namhafte Autoren und Schauspieler, darunter Elisabeth Flickenschildt (1975), Siegfried Lowitz, Karlheinz Böhm (1975), Heinz Rühmann (1977–1993), Margot Käßmann (2012–2016) Sky du Mont (2015) und Axel Milberg (2022) dabei die Chormusik durch ihre Lesung ergänzt. 1974 wurde auf maßgebliche Initiative von Günter Jena die „Carl-Philipp-Emanuel-Bach-Gesellschaft“ gegründet. 1978 erfolgte die Umbenennung von Jugendchor St. Michaelis Hamburg e. V. zu St. Michaelis-Chor Hamburg e. V.
Bis 1998 war der Chor mit der Kirchengemeinde der Hauptkirche St. Michaelis verbunden. Neben selbst veranstalteten Konzerten trat er regelmäßig im Gottesdienst in Erscheinung. Die Neubesetzung der Stelle des ersten Kirchenmusikers an der Hauptkirche St. Michaelis führte zum Bruch mit dieser. Seitdem ist das Ensemble als freier Konzertchor unter dem Namen „Carl-Philipp-Emanuel-Bach-Chor Hamburg“ tätig.
In den Anfängen als „Carl-Philipp-Emanuel-Bach-Chor“ wurde er von 1998 bis 2005 von Michael Schönheit geleitet. Im Eröffnungsjahr der Elbphilharmonie debütierte der Chor im Großen Saal und ließ erstmals das Weihnachtsoratorium Johann Sebastian Bachs an diesem Ort erklingen.
2023 wurde die „Carl-Philipp-Emanuel-Bach-Akademie Hamburg“ gegründet. Im selben Jahr wurde der bis dahin in München verpflichtete Hansjörg Albrecht zum Künstlerischen Leiter gewählt, zuvor war er ständiger Gastdirigent gewesen. Beim ersten „Carl-Philipp-Emanuel-Bach-Fest Hamburg“ im April 2023 wurde auf Betreiben des Chores zum 25-jährigen Jubiläum die „Carl-Philipp-Emanuel-Bach-Akademie gegründet“. Auf Initiative Albrechts wurde im März 2024 die Lukas-Passion von Johann Sebastian Bach, in einer Pasticcio-Fassung von Christoph und Lorenz Egelhuber, uraufgeführt.

## Repertoire
Der Chor widmet sich der Musik von der Renaissance bis zur Gegenwart, wobei auch Uraufführungen und Auftragskompositionen das Konzertfach erweitern. Im Zentrum stehen die großen Chorwerke aus Barock, Klassik und Romantik.
Die Pflege der Musik von Carl Philipp Emanuel Bach und seinen Brüdern liegt dem Chor am Herzen. Regelmäßig werden die Vokalwerke, darunter die beiden Oratorien Die Auferstehung und Himmelfahrt Jesu und Die Israeliten in der Wüste, sowie das Heilig für zwei Chöre, gegeben. Die Benennung nach Carl Philipp Emanuel Bach ist einmalig und geht auf die Tradition des Chores und seine enge Verbindung zu den Wirkungsstätten des Komponisten zurück.

### Zusammenarbeit mit Orchestern, Solisten und Dirigenten
Der „Carl-Philipp-Emanuel-Bach-Chor Hamburg“ arbeitete bei seinen Konzerten mit nationalen und internationalen Orchestern wie den Symphoniker Hamburg, der Akademie für Alte Musik Berlin, dem Orchestre de Paris, dem Bremer Philharmoniker, der Lautten Compagney Berlin, dem Thüringer Bach Collegium, dem Philharmonischen Orchester der Hansestadt Lübeck und den Dresdner Kapellsolisten zusammen.
Zu den Solisten und Dirigenten, mit denen der „Carl-Philipp-Emanuel-Bach-Chor Hamburg“ zusammenarbeitet, zählen u. a. Klaus Mäkelä, Martha Argerich, Jordi Savall, Daniel Johannsen und Benjamin Appl.

### Einspielungen (Auswahl)
- Carl Philipp Emanuel Bach: Die Auferstehung und Himmelfahrt Jesu Wq 240. Elbphilharmonie, Hamburg 2023 (Online auf YouTube)
- Carl Philipp Emanuel Bach: Magnificat Wq 215 (1775). Elbphilharmonie, Hamburg 2023 (Online auf YouTube)
- Johann Sebastian Bach: Lukas-Passion (Pasticcio von Christoph und Lorenz Eglhuber). Laeiszhalle, Hamburg 2024.[17]

## „Carl-Philipp-Emanuel-Bach-Akademie Hamburg“
Die Akademie dient der wissenschaftlichen Begleitung des Ensembles. Im Fokus stehen Formate für das Publikum. Vernetzend baut die Akademie eine Plattform für die Musik von Carl Philipp Emanuel Bach und seinen Brüdern auf. Schirmherr der 2023 gegründeten Akademie ist der Bach-Spezialist Ton Koopman.

### „CPEB YoungArtists“
Das Format bietet jungen und exzellenten Nachwuchsmusikerinnen ein Konzertpodium. In Kooperationen u. a. mit der HfMT Hamburg, der hmt Rostock und dem Mozarteum Salzburg, wird der Ausbau eines künstlerischen Netzwerks gefördert.

### Internationales Bachfest Hamburg (Carl-Philipp-Emanuel-Bach-Fest)
Das Carl-Philipp-Emanuel-Bach-Fest ist ein Musikfestival in Hamburg. Dazu werden in verschiedenen Formaten Werke aus der Bach-Familie von Carl Philipp Emanuel Bach, seinen Brüdern Wilhelm Friedemann Bach, Johann Christoph Friedrich Bach, Johann Christian Bach und vielen weiteren Zeitgenossen aufgeführt.

## Carl-Philipp-Emanuel-Bach-Gesellschaft zu Hamburg e. V.
Die Carl-Philipp-Emanuel-Bach-Gesellschaft wurde 1974 auf maßgebliche Initiative Günter Jenas gegründet.
Ziel der Gesellschaft ist die Förderung von Kunst und Kultur für Hamburg, insbesondere das Schaffen Johann Sebastian Bachs und seiner Söhne. Sie unterstützt den Carl-Philipp-Emanuel-Bach-Chor und das Carl-Philipp-Emanuel-Bach-Museum.
Mit Unterstützung der Gesellschaft wurde 2014 das KomponistenQuartier Hamburg gegründet. Dazu gehören sechs Museen, die den bedeutenden Komponisten Hamburgs gewidmet sind: Georg Philipp Telemann, Carl Philipp Emanuel Bach, Johann Adolf Hasse, Fanny Hensel und Felix Mendelssohn, Johannes Brahms und Gustav Mahler.